# Liste des cathédrales d'Allemagne
Cet article recense les cathédrales d'Allemagne.

## Liste

### Église catholique romaine

#### Cathédrales actuelles
Cathédrales de l'Église catholique romaine :
| Ville                | Cathédrale                                                                                                  | Diocèse              | Illustration |
| -------------------- | --- | -------------------- | ------------ |
| Aix-la-Chapelle      | Cathédrale Notre-Dame Kaiserdom Unserer Lieben Frau                                                         | Aix-la-Chapelle      |              |
| Augsbourg            | Cathédrale Sainte-Marie Dom Unserer Lieben Frau Heimsuchung und Zum Heiligsten Herz Jesu                    | Augsbourg            |              |
| Bamberg              | Cathédrale Saint-Pierre-et-Saint-Georges Bamberger Dom St. Peter und St. Georg                              | Bamberg              |              |
| Berlin               | Cathédrale Sainte-Edwige Kathedral-Basilika St. Hedwig                                                      | Berlin               |              |
| Berlin               | Basilique Saint-Jean Basilika St. Johannes                                                                  | Armées               |              |
| Cologne              | Cathédrale Saint-Pierre Dom St. Peter                                                                       | Cologne              |              |
| Dresde               | Cathédrale de la Sainte-Trinité Kathedrale Ss. Trinitatis                                                   | Dresde-Meissen       |              |
| Eichstätt            | Cathédrale Notre-Dame-de-l'Assomption Dom Mariä Himmelfahrt                                                 | Eichstätt            |              |
| Erfurt               | Cathédrale Notre-Dame Dom St. Marien                                                                        | Erfurt               |              |
| Essen                | Cathédrale Saints-Côme-et-Damien-et-Marie Dom Hll. Dreifaltigkeit, SS. Maria, Cosmas und Damian             | Essen                |              |
| Fribourg-en-Brisgau  | Cathédrale Notre-Dame Münster Unserer Lieben Frau                                                           | Fribourg-en-Brisgau  |              |
| Fulda                | Cathédrale Saint-Sauveur Dom Ss. Salvator und Bonifatius                                                    | Fulda                |              |
| Görlitz              | Cathédrale Saint-Jacob Kathedrale St. Jakobus                                                               | Görlitz              |              |
| Hambourg             | Cathédrale Sainte-Marie Dom St. Marien                                                                      | Hambourg             |              |
| Hildesheim           | Cathédrale Sainte-Marie Dom Mariä Himmelfahrt                                                               | Hildesheim           |              |
| Limbourg             | Cathédrale Saint-Georges Dom Ss. Georg und Nikolaus                                                         | Limburg              |              |
| Magdebourg           | Cathédrale Saint-Sébastien Kathedrale Sankt Sebastian                                                       | Magdebourg           |              |
| Mayence              | Cathédrale Saint-Martin Kathedrale Martin von Tours und St. Stephan                                         | Mayence              |              |
| Munich               | Cathédrale Notre-Dame Dom Zu Unserer Lieben Frau                                                            | Munich et Freising   |              |
| Münster              | Cathédrale Saint-Paul Dom St. Paulus                                                                        | Münster              |              |
| Osnabrück            | Cathédrale Saint-Pierre Dom St. Petrus                                                                      | Osnabrück            |              |
| Paderborn            | Cathédrale Saint-Liboire Dom Ss. Maria, Liborius und Kilian                                                 | Paderborn            |              |
| Passau               | Cathédrale Saint-Étienne Dom St. Stephan                                                                    | Passau               |              |
| Ratisbonne           | Cathédrale Saint-Pierre Kathedrale St. Peter                                                                | Ratisbonne           |              |
| Rottenburg am Neckar | Cathédrale Saint-Martin Dom St. Martin                                                                      | Rottenburg-Stuttgart |              |
| Spire                | Cathédrale Notre-Dame-de-l'Assomption-et-Saint-Étienne Kaiserdom-Basilika Mariä Himmelfahrt und St. Stephan | Spire                |              |
| Trèves               | Cathédrale Saint-Pierre Dom St. Peter                                                                       | Trèves               |              |
| Wurtzbourg           | Cathédrale Saint-Kilian Dom Ss. Kilian, Kolonat und Totnan                                                  | Wurtzbourg           |              |

#### Co-cathédrales
- Cathédrale Sainte-Marie-et-Saint-Corbinien, Freising

#### Anciennes cathédrales
- Cathédrale Saint-Victor, Xanten
- Cathédrale Saint-Pierre, Worms
- Cathédrale Notre-Dame, Constance

#### Autres édifices
- Cathédrale Saint-Barthélemy, Francfort-sur-le-Main

### Église évangélique luthérienne
Certaines cathédrales datant d'avant la Réforme, bien qu'administrées par l'une des Églises évangéliques luthériennes, conservent ce terme à titre honorifique bien que ces Églises ne possèdent pas d'évêque. Les cathédrales étant souvent des édifices imposants, le terme (en allemand : Dom) est parfois utilisé au sens large pour des églises importantes. C'est particulièrement vrai à Berlin où trois églises protestantes sont appelées cathédrales bien que n'ayant jamais fonctionné de la sorte.
- Berlin :
  - Berliner Dom
  - Deutscher Dom
  - Französischer Dom
- Cathédrale, Brandebourg-sur-la-Havel
- Cathédrale Saint-Pierre, Brême
- Église Saint-Blaise, Brunswick
- Cathédrale, Fribourg-en-Brisgau
- Cathédrale Saint-Étienne, Halberstadt
- Église Saint-Michel, Hambourg
- Église du marché, Hanovre
- Cathédrale, Lübeck
- Cathédrale Sainte-Catherine-et-Saint-Maurice, Magdebourg
- Cathédrale Saint-Jean-et-Saint-Donat, Meissen
- Cathédrale, Naumbourg
- Cathédrale, Schleswig
- Cathédrale, Schwerin
- Église du Souvenir, Spire
- Collégiale, Stuttgart
- Cathédrale, Ulm

### Église orthodoxe russe
Cathédrales de l'Église orthodoxe russe :
- Cathédrale de la Résurrection-du-Christ, Berlin